# アントニー・アシュリー＝クーパー (初代シャフツベリ伯爵)

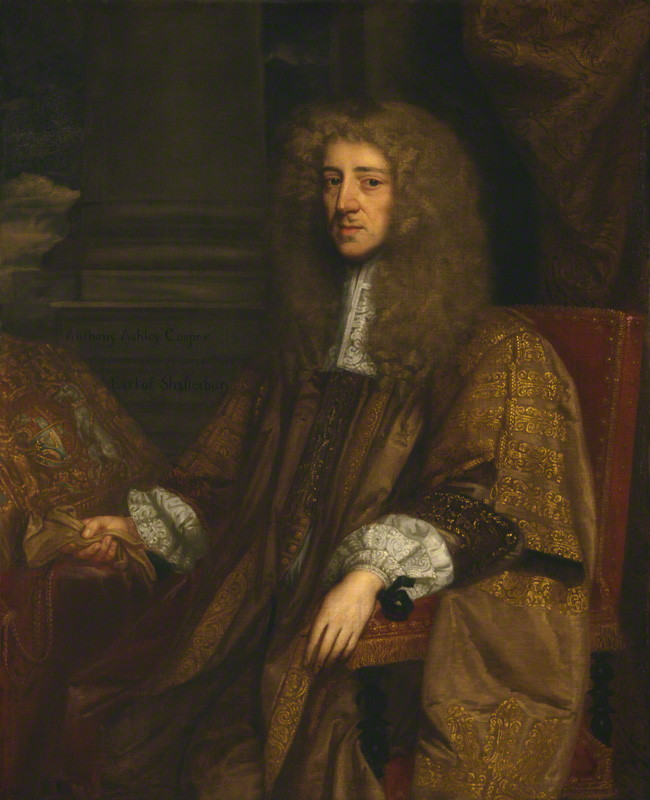
シャフツベリ伯爵アントニー・アシュリー＝クーパー

初代シャフツベリ伯爵アントニー・アシュリー＝クーパー（Anthony Ashley-Cooper, 1st Earl of Shaftesbury, PC, 1621年7月22日 - 1683年1月21日）は、17世紀の共和政・護国卿政及びチャールズ2世治下のイングランドの政治家。
ジョン・ロックのパトロンでもあり、チャールズ2世のもと一時はcabalの一員として権力を握るも、強い反カトリックの姿勢を示したため次第にチャールズ2世との間に距離ができ、ついには武装蜂起を計画して亡命をよぎなくされた。

## 時代背景

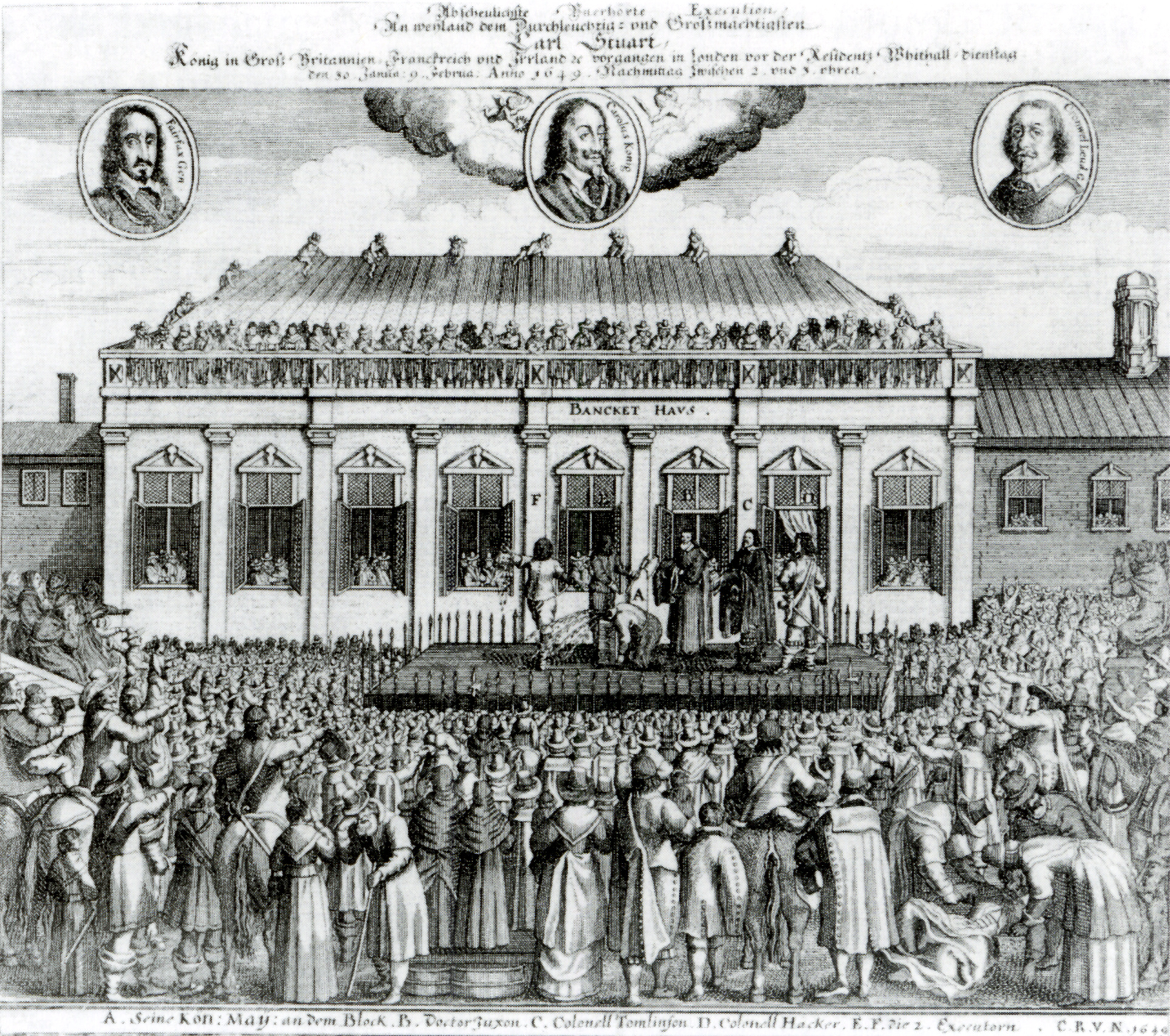
イングランド内戦に敗れ、処刑されるチャールズ1世とそれを囲む群衆

アシュリーが生きた17世紀中頃から後半のイングランドには3度、政治危機があったといわれる。短期議会に始まる清教徒革命（イングランド内戦、1642年）、王位排除法案が提出され議会が紛糾した1679年、そして名誉革命の起きた1688年であるが、アシュリーは1679年のいわゆるカトリック陰謀事件の混乱とそれに伴う排除法危機において、主導的役割をはたした。彼の主張は、後にホイッグとよばれる政治思想的潮流を形成することになる。
17世紀のイングランドは全体的にはいまだ農村社会で、いわゆる産業資本はほとんど見られなかった。移民の流入に加えて人口の自然増加が重なり、食糧の需要増大に生産が追いつかずインフレが起こっていた。こうした社会の不安定化は、オランダから伝わった改良農法によって、イングランド東南部から次第に緩和されていった。
しかし一方で、オランダから伝わったのは農法だけではなかった。同様にもたらされた改革長老教会などのカルヴァン主義は、イングランド国教会を間に挟んで、カトリックへの強い敵意を醸成しつつあった。カルヴァン主義など非国教徒プロテスタントとカトリックの板挟み状態となり、国教会のみによるイングランド支配は次第に難しくなってきていた。アシュリーは、そうした非国教徒プロテスタントの1人であった。

## 人物像
アシュリーは民衆に対して演説したり、パンフレットで政治与論を操作したりといった手腕に長けていた。彼は出世するにしたがい、他の非国教会プロテスタント同様、カトリックへの敵意をあらわにしていく。彼が他のイングランド人と異なったのは、妥協をしないという点だった。イングランド国教会の教義がプロテスタントとカトリックの妥協の産物でもあるように、イングランドでは意見の対立はほどほどの妥協で折り合う気質ができていた。しかしアシュリーはカトリックに対して一切の妥協を認めず、結果的に排除されることになった。

## 生涯

### 幼年期
1621年7月22日の午後、イングランド南部ドーセットのアシュリー＝クーパー準男爵家に、1人の男児が誕生した。男の子は、母方の祖父のサー・アントニー・アシュリーの名をとってアントニーと名付けられた。母方のアシュリー家は歴史の古い名家のひとつであった。ピューリタンの家庭教師によって育てられた彼は、政治的にも思想的にもピューリタン、すなわち非国教会プロテスタントとして成長した。
ステュアート朝イングランドにおいて、アシュリー＝クーパー家のようにジェントリの地位と大きな土地を所有していた家の長男は、少なくとも下院議員になることが政治社会における慣例となっていた。当時は議会招集のたびに選挙が行われたが、競争選挙（割当議席数以上の候補が立って選挙戦が行われる選挙）がまだ珍しい時代で、しかも有権者は総人口の5%に満たなかった。有権者が100人を超える選挙区は稀で、したがってその土地の名望家の支持を得ることが当選のための条件だった。アシュリーはこの要件を相続と結婚で十分以上に満たしていた。

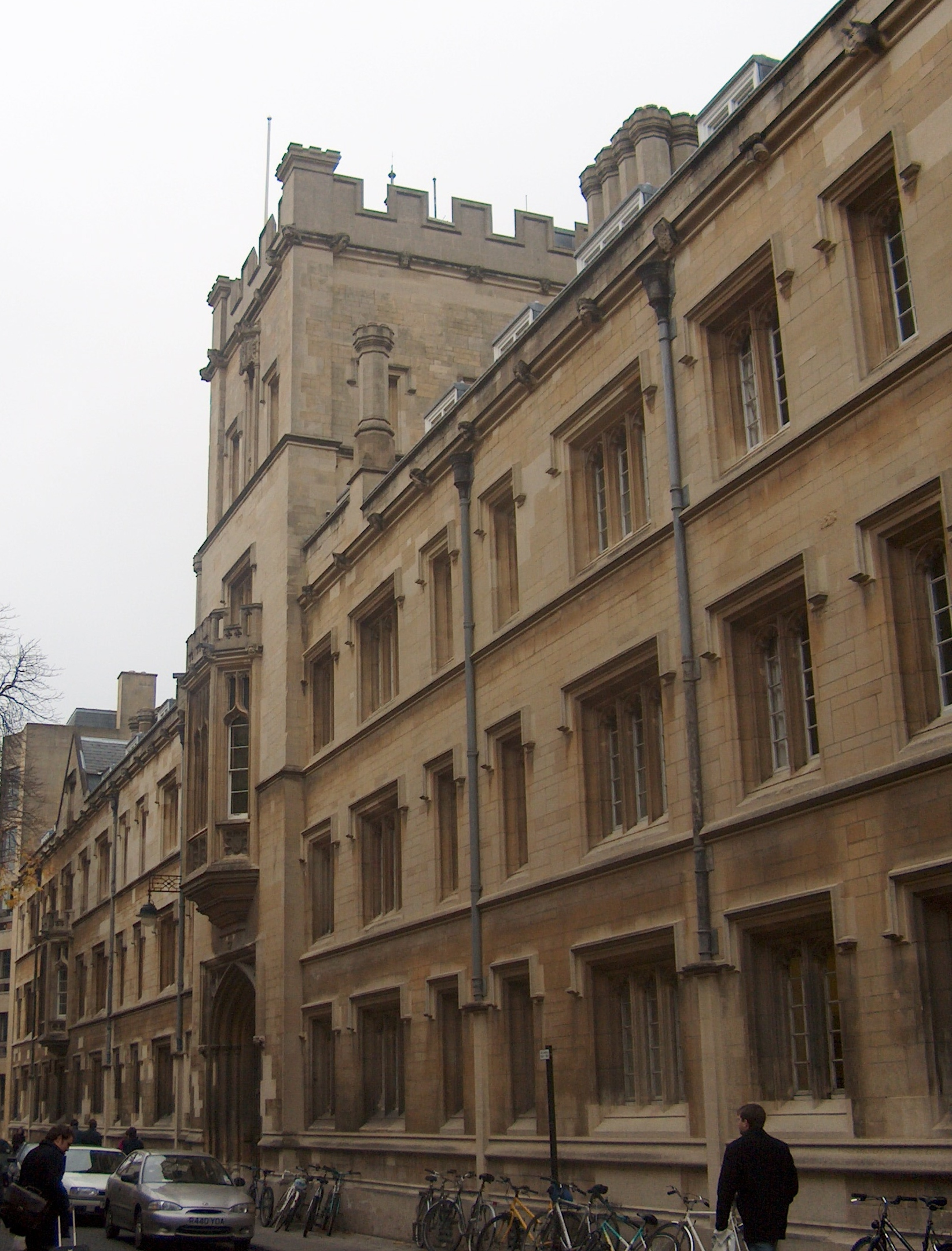
アシュリーが学んだエクセタ・カレッジ。オックスフォード大学のカレッジのなかでも最も歴史のあるカレッジ（学寮）のひとつである

### 青年期まで
父ジョン・クーパーは下院に議席を持っていたが、同時に無類のギャンブル好きで、莫大な借金を抱えていた。アントニー・アシュリーの両親はともに20代で世を去り、10歳のアシュリーは35,000ポンド超の借金返済を迫られた。アシュリーは祖父アントニー・アシュリーに引き取られ、地所を切り売りしてなんとか借金を完済した。1637年にオックスフォード大学エクセター・カレッジに進み、ここで師ジョン・プリドーのカルヴァン主義を吸収した。
アシュリーの最初の結婚は1639年で、相手はアシュリーの初期の後援者となるコヴェントリー男爵トマス・コヴェントリーの娘マーガレットであった。彼自身、生涯に3度結婚しているが、いずれ劣らぬ名家の息女であり、こうした姻戚関係によって名家とのコネクションを築くことができた。こうした人間関係はアシュリーを政界に進出させたのみならず、借金を返済し、資産を築くうえでもきわめて重要な意味を持った。
マーガレットと幸せな結婚生活を送ったが、2度の流産と1度の死産がおこり、1649年の4度目の妊娠で「突然ひきつけを起こして」還らぬ人となった。翌1650年の再婚相手はエクセター伯爵デイヴィッド・セシルの娘フランシスで、この当時まだ17歳であった。フランシスは2年後、19歳で世を去るが、アシュリーとの間に2人の子が生まれ、このうち生き残った2人目の子が後の第2代シャフツベリ伯爵アントニーとなる。
1655年に再婚した3人目の妻マーガレットはスペンサー男爵ウィリアム・スペンサーの娘で、彼女は1693年まで生きた。これらの結婚相手はいずれも数千ポンドの持参金をアシュリーにもたらし、これが父の借金返済の一助になった。

### イングランド内戦
アシュリーがコヴェントリー男爵の後押しを受けて下院議員に初当選したのは1640年、短期議会においてであった。当時既に強力なコネクションを築いていたが、鋭く対立する議会派と王党派のどちらにつくか態度を鮮明にしなかった。1642年に国王チャールズ1世と長期議会の対立が決定的になるが、アシュリーはそれでもどちらにつくか決めかねた。1642年8月に第一次イングランド内戦が始まるに及び国王に随伴してロンドンを離れたが、後に彼は「見物についていっただけだ」と弁明している。
戦況が議会派有利になった1644年、国王軍はアイルランドのカトリック同盟と和睦を協議した。もとより熱心な王党派でもなかったアシュリーはこれに激しく反発した。この時、離反して議会派についた者が少なくなかったが、アシュリーもそんな中の1人であった。
議会軍に鞍替えしたといっても、昨日まで敵であったものを議会軍も易々とは信用しなかった。アシュリーはいわば「外様」として扱われ、これは王政復古まで続くことになった。内戦後半（1646年 - 1650年）の記録は散逸しておりアシュリーの足跡は辿りきれない。それ以外の行動や発言から長老派にもっとも近かったのではないかと考えられている。アシュリーは地方の治安判事に精励する一方、植民地交易に手を広げて資産拡大にも励んでいた。

### 共和政・護国卿時代
イングランド共和国体制下のランプ議会は1652年、アシュリーを追加の議員として承認した。しかし彼が議会の中では長老派であったこと（これは当時保守派・非主流を意味した）、及び国王軍に一時加わっていたことなどからあまり厚遇されず、したがって発言力も大きくなかった。こうした穏健派議員達に目をつけたのが、亡命中のチャールズ（後のチャールズ2世）である。チャールズは再三、アシュリーらに手紙で国王復帰の途を打診してきていたが、アシュリーはにべもなく断った。当時はそれが当然の反応であり、チャールズもこの時のことを根に持ったりはしなかった。
情勢が大きく動いたのは護国卿オリバー・クロムウェルの死後（1658年）である。クロムウェルの息子リチャード・クロムウェルは四分五裂の状態にあった国論をまとめきれず引退し、共和政を続けようとするランプ議会と国王復帰を願う勢力が短くも激しく対立した。アシュリーら穏健派はランプ議会を見限り、当時スコットランド方面軍司令官だったジョージ・マンク（後のアルベマール公爵）に働きかけて軍を動かした。
スコットランド軍がツイード川を渡ってイングランドに南進を始めたのが1660年1月2日、マンク軍がロンドンを制圧したのが2月11日であった。ここにいたって議会は自主解散を決めた（3月16日）。これをみたチャールズは4月25日にブレダ宣言を発し、イングランド側も5月8日にこれを受諾した。足掛け22年に及んだ清教徒革命（三王国戦争）は、ここに幕を下ろした。

### 騎士議会

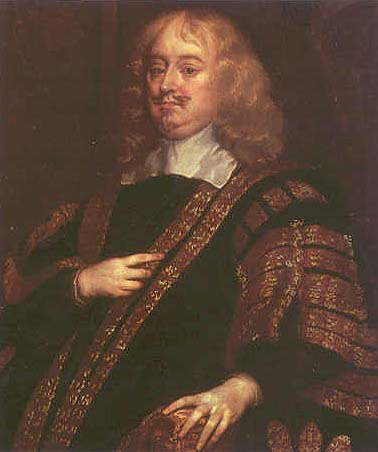
クラレンドン伯爵エドワード・ハイド。大法官などの職にあり、王政復古直後の政権を担ったが、英蘭戦争敗北の責任をとらされて失脚した。アシュリーとは次第に疎遠になったが、ロンドン塔に送られそうになったのを救ったのもアシュリーであった

チャールズ2世の即位後召集された議会では保守派が圧倒的勝利をおさめ、国王・国教会支持の時代となった。この時の議会は王に従順だったため騎士議会とよばれている。アシュリーは王政復古の立役者として王の覚えがめでたくなり、枢密院のメンバーになったほか、国王を自宅に招いてパーティーをしたりもした。この時にはじめて、チャールズ2世の庶子であるモンマス公ジェイムズ・スコットと対面した。
騎士議会が行ったのは、共和政・護国卿時代の「政治犯」を処罰することであった。誰を処刑台に送るかで紛糾したが、アシュリーは対象をチャールズ1世の処刑に署名した者に限るべきだと主張した。結果的に彼は、護国卿時代にアシュリーを白眼視していたランプ議会のアーサー・ヘジルリッジら幾人かの命を救った。
騎士議会を主導していたのはクラレンドン伯爵エドワード・ハイドである。彼はクラレンドン法典とよばれる諸立法を制定し、カトリック及び非国教会プロテスタントをきびしく弾圧した。アシュリーはカトリックの取り締りには賛成する一方、非国教会プロテスタントをも非合法化することには反対した。この頃からクラレンドン伯とアシュリーの関係は冷え込んでいった。
ロンドン大火で知られる1666年、アシュリーは湯治のためオックスフォードを訪れた。そこで出会ったのがジョン・ロックで、彼の思想にほれ込んだアシュリーは彼を私設秘書として手許に置いた。後にアシュリーが出版するパンフレットの多くは、ロックが関わっていたと考えられている。

### "Cabal"
cabal（カバル）とは徒党、あるいは派閥といった意味をもつが、この時のcabalは、第二次英蘭戦争で失脚したクラレンドン伯に代わって政権を担った5人の頭文字をも指していた。すなわち、クリフォード（Clliford）、アーリントン（Arlington）、バッキンガム（Buckingham）、アシュリー（Ashley）、ローダーデイル（Lauderdale）である。この5人によって構成された政権が後の内閣の始まりともいわれるが、実際のところ、彼ら5人は常に協力関係にあったわけではなく、むしろ反目しあうことのほうが多かったとの指摘もある。
cabalの中でアシュリーは通商・植民振興委員会の委員長に就任し、ハドソン湾会社の設立・整備に努めた。13植民地ではノースカロライナ・サウスカロライナ両州への植民を進め、当地には「アシュリー川」「クーパー川」の地名が残っている。さらにイングランド農業を守るため、アイルランド畜産牛の輸入を制限した。対外政策ではスコットランドとの議会合同の道をさぐったが、これは吸収合併を嫌ったスコットランド議会の反対にあって頓挫した。

### 王位継承問題
1670年頃から、王位継承の問題がイングランドでさかんに議論されるようになった。王弟のヨーク公ジェームズ（後のジェームズ2世）はカトリックではないかと噂されており、一方でチャールズ2世には嫡出子がおらず、庶子のモンマス公はプロテスタントで、このモンマス公を次期国王にするべきだという声が小さくなかった。モンマス公を庶子から嫡出子に「格上げ」するにはチャールズ2世と王妃キャサリンの離婚が必要で、アシュリーはcabalの"B"にあたるバッキンガムらと共にこれを強く主張した。
一方、イングランドはフランスとドーヴァーの密約（1670年）を交わしていた。密約は、フランス側から資金援助を行う一方でチャールズ2世は「頃合いを見計らって」カトリックに転向し、対オランダ共同戦線を張るというものであった。cabalの5人はこれに関わっていたが、チャールズ2世の転向についての裏条項は知らされなかった。アシュリーにとっては一蹴したいところであったが、当時フランスはヨーロッパ最強で知られており、屈強と名高いスイス傭兵をも従えていた。ひるがえってイングランドはロンドン大火や英蘭戦争で手ひどい目にあったばかりで、フランスと正面からことを構えればどうなるか、火を見るより明らかであった。親フランス派にとっては渡りに舟の密約だったが、政治的にも信仰的にもプロテスタントのアシュリーには悩む話であった。
1672年にオランダとの交渉が不調に終わり第三次英蘭戦争が起こり、フランスもオランダ侵略戦争を起こした。戦争に際してカトリックや非国教会プロテスタントの協力をえるためチャールズ2世は信仰自由宣言を発して取り締りを大幅に緩和した。さらにcabalのメンバーはそれぞれ位階を上げ、アシュリーはシャフツベリ伯爵に叙されると共に大法官に就任した。シャフツベリは招集された議会の演説で、自らを大カトーに、商業上の競争相手でもあったオランダをカルタゴになぞらえ「Delenta est Carthago（カルタゴは滅ぼさなければならない）」と訴えた。その甲斐あって戦争遂行資金は議会で可決された。この時がシャフツベリの絶頂期であった。

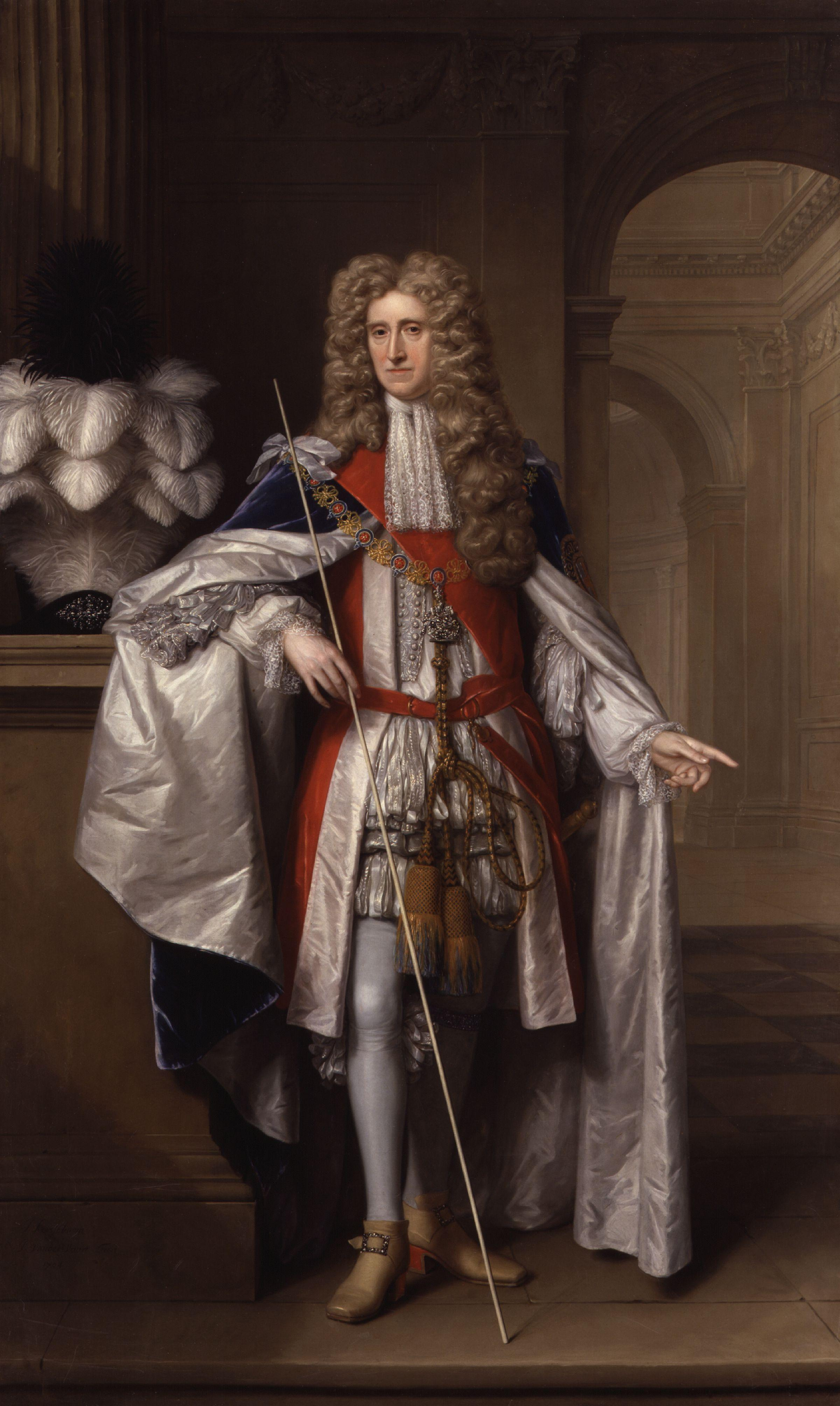
シャフツベリの政敵であったダンビー伯トマス・オズボーン。後にリーズ公爵に叙された

### 野党への転落
だが、信仰自由宣言は官職や土地所有などを事実上独占していた国教徒の反発を招き、宗教上の対立が再燃するという副作用をもたらした。下院は予算を認めるかわりに信仰自由宣言の撤回を強く求め、チャールズ2世は屈せざるをえなかった。さらに下院は審査法（1673年3月20日）を通過させ、文官・武官の職につく際に国教会形式の宣誓を義務づけた。シャフツベリは審査法に対しては消極的賛成の立場を取っていた。カトリックを歯牙にもかけないシャフツベリであったが、非国教会プロテスタントにも適用が及ぶとなるといささか複雑だったのである。
信仰自由宣言の撤回と審査法成立は、cabalの政治的影響力、とりわけ議会への支配力が低下してきていることを印象づけた。cabalの"C"にあたる大蔵卿トマス・クリフォードは、審査法によって定められた宣誓を拒否して辞任、ジェームズも同様に海軍総司令官から退いている。また、チャールズ2世はこの頃から時おり病に臥せるようになり、後継者問題が再び耳目を集めだした。シャフツベリはジェームズの代わりにモンマス公を後継者に据えようと活発に働きかけたが、そうはさせまいとするジェームズとの争いに敗れ、結果的に王の信用を失って1673年に大法官職を罷免させられ、翌1674年には枢密院からも除籍された。
cabalのうちクリフォードは既に辞任しており、バッキンガムは下野して野党化、cabalの"A"にあたるアーリントンはバッキンガムとの対立が原因で1674年に国務大臣を辞任、残る"L"のローダーデイルは国王の代官としてスコットランド統治に当たりイングランドの政界に関わらなくなったため、cabalによる政権は終焉、クリフォードの後任として大蔵卿に就任したダンビー伯トマス・オズボーンが新たにチャールズ2世の側近として台頭した。

### カトリック陰謀事件
アーリントンはシャフツベリとチャールズ2世との和解をこころみたが、シャフツベリの方から拒絶した。政権はダンビーのもとに渡り、第三次英蘭戦争も議会の非難で1674年に終結、外交もダンビーの方針で親フランスから親オランダに転換、シャフツベリは今やダンビー政府批判の急先鋒となっていた。彼は議会で弁舌をふるい、パンフレットを出版し、補欠選挙に出馬、選挙でこそ敗れはしたものの、シャフツベリの弁舌とパンフレットは人々を惹き付け、反カトリックの不穏な空気がロンドンに影をおとし始めていた。カトリック陰謀事件で知られるタイタス・オーツが戻ってきたのは、まさにそうした時期のイングランドであった。
1678年に始まったタイタス・オーツのほら話は、ドーヴァーの密約が暴露・曲解されることによってたちまち反カトリックの狂乱に発展し、シャフツベリはこの機会を最大限に利用した。ロンドン各所のバーで集会を開き「ホイッグ」とよばれ始めていた人々を組織化しただけでなく、「邪悪なカトリック」と「暗黒の専制政治」の二重の恐怖がイングランドをまさに呑み込まんとしていると主張した。この戦略が功を奏して1679年の議会解散後の総選挙でホイッグ党が圧勝、ダンビーはフランスとの密約を非難され失脚、ロンドン塔へ投獄された。
議会はロンドンを避けてオックスフォードで開かれ、そこでシャフツベリはジェームズの王位継承権を剥奪する王位排除法案を提出した。この法案は1679年から1681年にかけて下院可決、上院否決、議会解散、再招集、再提出を繰り返した。チャールズ2世は「なぜシャフツベリはあれほどまで熱心にカトリックを排除したがるのか」を真剣に考え、「官職にありつけなかったからだろう」とひとり合点した。こうしてシャフツベリは枢密院議長に就任するが、シャフツベリはチャールズ2世に王妃キャサリンとの離婚を迫って譲らなかった。

### 保守化と非合法活動
オックスフォードでの法案成立が失敗に終わると、シャフツベリはロンドン市民の与論を追い風に排除法案を成立させようと、市民への訴えかけを強めた。しかし機先を制したのはチャールズ2世率いる政府のほうで、シャフツベリを大逆罪の容疑で逮捕し、ロンドン塔に送ったのである。
「カトリックのさまざまな陰謀の背後で、ヨーク公ジェームズが糸を引いている」という噂が人為的に広められたのは確かであったが、政府はそれをシャフツベリに負わせようとした。もとより確たる証拠もなく釈放となったが、時期を逸して雰囲気が保守反動にさしかかりつつあったこと、そして公職復帰への道を閉ざしたという点で、十分に効果的な戦術だった。政治家生命を絶たれたシャフツベリには、もはや非常手段に訴えるしか「カトリックの魔手からイングランドを救う」道は残されていなかった。
折しもチャールズ2世はたびたび病に臥せるようになり、時勢は待ったなしの状況になる。シャフツベリらホイッグは秘密の会合を重ね、モンマスを擁してロンドンをはじめイングランド各地で一斉に軍事蜂起する計画を立てたが、実行の方法で内部でもめているうちに当局にばれてしまい、1682年にモンマスが逮捕されて計画は水泡に帰した。シャフツベリら関係者はお尋ね者となり、ジェームズの国王即位は既定の路線となった。ジェームズが即位するのはそれから3年後、1685年のことである。

### 最期
シャフツベリは亡命か死かの二者択一を迫られ、11月下旬頃、借金を妻と孫のアントニーに押し付けて密かに故国を後にしてオランダへ亡命した。だが、12月2日にアムステルダムに到着した後に体調は急速に悪化しつつあり、年が明ける頃には自らの死を悟らざるを得ない状態になっていた。最期に彼は故郷のドーセットに埋葬してほしいと言い残し、1683年1月21日、61歳で息を引き取った。「常に公共の利益を求め、私欲に動く者を許さず、信仰の自由と市民の権利の不屈なる擁護者」との墓碑銘はジョン・ロックによって刻まれたものである。

## 後世の評価
シャフツベリは、文学の世界では好意的に受け止められることはあったものの、トーリからは「薄っぺらい日和見主義者」と考えられていた。時勢をみるに敏であり、強きになびくことも少なくなかったことからこうした指摘はいまだに多い。しかし草創期のホイッグ勢力を限定的にでも組織化したのは事実であり、この勢力が後に名誉革命を引き起こすことになった。
さらに、シャフツベリがカトリックの王位継承をなんとか阻止しようと奔走したのは、単なる日和見主義者というだけでは説明がつかない。この点において19世紀の聖職者でシャフツベリを研究したバーネットは「自らの思想を広めるべき時機と方法にすぐれた手腕を発揮し、そのために人間関係にそむく──個人レベルにおいて『裏切る』──ことも辞さず」「何かを構築するのではなく、批判や破壊することにかけては偉大な指導者であった」と括っている。